# Insígnia groga

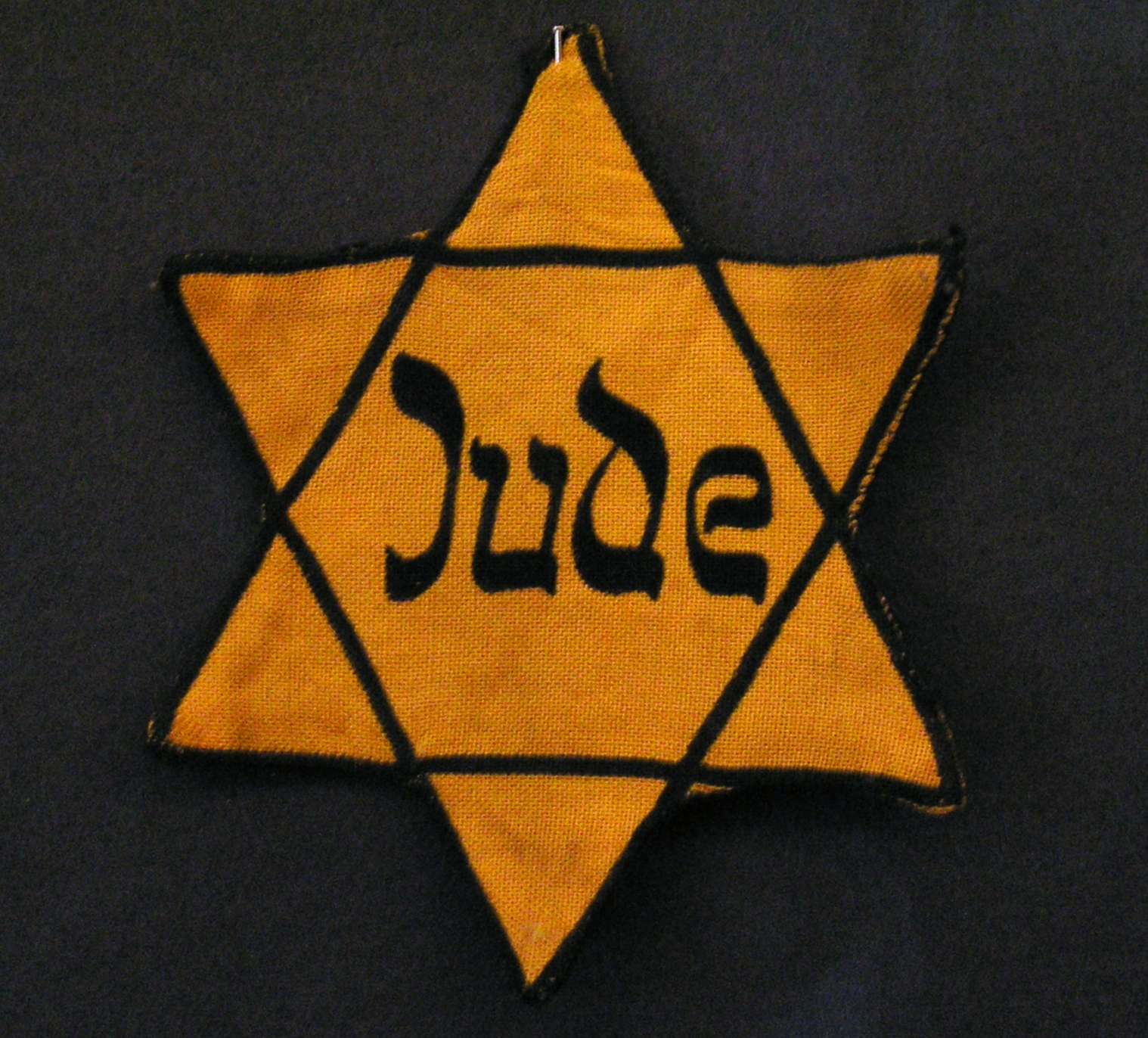
La insígnia groga o Judenstern (en alemany «estel jueva»).

La insígnia groga o estel groc és un tros de tela que havia estat obligatòria durant l'edat mitjana quan després d'haver impulsat altres normes contra els jueus, Lluís IX de França els imposa l'obligació deportar un distintiu groc a la roba. va ser reutilitzada pel nazisme representant l'estrella de David en groc i amb la paraula Jude (Jueu) a Alemanya o Juif o Juive a la França de Vichy. Es va introduir primer a Polònia, després a Alemanya i a la resta d'Europa durant l'ocupació nazi. Els jueus havien de portar-la cosida a la roba i ben visible. Es va utilitzar per marcar als jueus en públic. Es pretenia que fos una vergonya associada amb l'antisemitisme.
En altres països cristians i islàmics hi ha hagut èpoques en què les lleis obligaven als jueus a portar insígnies, barrets o altres peces de vestir, amb la finalitat que els distingís dels membres del grup religiós majoritari del país.